# Psyllaephagus tricosus
Psyllaephagus tricosus är en stekelart som beskrevs av Sharkov 1995. Psyllaephagus tricosus ingår i släktet Psyllaephagus och familjen sköldlussteklar. Inga underarter finns listade i Catalogue of Life.